# Domaine de Grove Place
Le Domaine de Grove Place est une ancienne plantation située au nord-ouest de Frederiksted dans les Îles Vierges des États-Unis. Il a été inscrit au Registre national des lieux historiques en 1978.

## Propriété
Il comprend les ruines d'une sucrerie, une haute cheminée et un dépôt de wagons comportant. Les ruines de l’usine comprennent une zone d’ébullition de 9,1 m × 28,0 m (30 sur 92). La cheminée est carrée et conique, s'élevant à environ 80 pieds (24 m) d'une base de 12 x 12 pieds (3,7 m sur 3,7 m).